# Cave-In-Rock
Cave-In-Rock è un villaggio degli Stati Uniti d'America, situato nello Stato dell'Illinois, nella contea di Hardin.